# Dimrothův přesmyk
Dimrothův přesmyk je přesmyková reakce některých 1,2,3-triazolů, kdy dojdě k výměně místa endocyklického a exocyklického dusíkového atomu. Reakci objevil roku 1909 německý chemik Otto Dimroth.
Pokud je R fenylová skupina, pak se reakce obvykle provádí 24 hodin ve vroucím pyridinu.
Tento triazol má aminovou skupinu na pozici 5. Po otevření cyklu za vzniku diazo meziproduktu může dojít i k rotaci vazby C-C s 1,3 migrací protonu.
Dimrothův přesmyk probíhá rovněž u některých 1-alkyl-2-iminopyrimidinů.
První krok je adiční reakce s vodou, po ní následuje otevření hemiaminalového kruhu za vzniku aminoaldehydu a nakonec se cyklus opět uzavírá.